# José Antonio Pichardo
José Antonio Pichardo y Márquez (Camagüey, 1840-La Habana, 1927) fue un jurista y político cubano.

## Biografía
Nacido en 1840 en Camagüey, siguió sus estudios en La Habana, donde en 1863 se licenció en Derecho. Volvió a Camagüey y fue profesor en el instituto de la ciudad, además de ejercer como abogado. Llegó a ejercer como alcalde de Camagüey. Bajo dominio español fue nombrado presidente de la Diputación Provincial de Camagüey, además de ser condecorado con una gran cruz del Mérito Militar.
Tras la independencia de la isla fue nombrado juez presidente de las Audiencias Provinciales de la República. Fue también nombrado magistrado del Tribunal Supremo en 1900 y un año después fue seleccionado como juez presidente de la Sección Criminal, en 1904 juez presidente de la División Civil y en 1913 presidente del Tribunal Supremo. Falleció el 3 de diciembre de 1927 en La Víbora, a la edad de ochenta y siete años.  Estuvo casado con Carolina Moya.